# آلن بوتریل
آلن بوتریل (انگلیسی: Allan Bottrill؛ ۱۹۰۵ – ۲۹ نوامبر ۱۹۲۹ (aged 24)) بازیکن فوتبال اهل بریتانیا بود.
از باشگاه‌هایی که در آن بازی کرده‌است می‌توان به باشگاه فوتبال میدلزبرو، باشگاه فوتبال یورک سیتی، و باشگاه فوتبال نلسون اشاره کرد.